# 引江济淮工程
引江济淮工程（简称引江济淮，亦称江淮运河、江淮大运河）是安徽、河南两省于2016年12月正式兴建、投资达912.71亿元的调水工程。通过沟通菜子湖流域的孔城河，巢湖水系的西兆河、罗埠河、白石天河实现引长江水入巢湖，再通过连接派河与东淝河实现向淮河的调水，最终利用淮河北岸的沙颍河、涡河、西淝河等主要支流，逐步改善淮河及其主要支流水生态环境，以期减少中原地区对地下水的过度使用。工程目的以城乡供水和发展江淮航运为主，结合灌溉补水和改善巢湖及淮河水生态环境。引江济淮是中国继南水北调工程之后最大的跨流域、跨区域水资源配置工程。2022年12月30日，引江济淮主体工程通水通航，同日二期工程（即续建配套输水供水工程）开工。

## 工程概况
引江济淮工程联通长江、巢湖和淮河，输水线路总长723公里，其中新开河渠88.7公里、利用现有河湖311.6公里、疏浚扩挖215.6公里、压力管道107.1公里。工程供水范围涉及皖、豫两省14市55县（市、区），总面积7.06万平方公里。预计2030年，引长江水33.03亿立方米，入淮水量21.36亿立方米，远期工程引水量可扩大到43亿立方米。
工程具有解决淮河流域水资源短缺状况，增强安徽沿淮及淮北地区水保障能力。与正在建设的沙颍河、合裕线、芜申运河航道连通，构建平行于京杭大运河的第二条水运大通道，优化区域综合交通运输体系，恢复巢湖水生态功能，遏制淮北地区地下水超采势头，改善淮河流域水生态环境，促进区域协调与合作，支撑皖北地区乃至两省经济社会可持续发展等作用。
引江济淮工程分为三段，分别为引江济巢、江淮沟通和江水北送。输水线路总长723公里（皖境输水线路总长587.4公里），供水范围涵盖了安徽省13市和河南省2市，共55个区县，涉及面积约7万平方公里。
2014年，中国国务院将引江济淮工程纳入要求加快推进的172项重大水利工程之一。
2016年12月13日，国家发改委批复《引江济淮工程可行性研究报告》。12月29日，安徽省人民政府召开引江济淮工程建设动员大会，标志工程正式启动。工程总投资912.71亿元，预计建设时间为72个月。工程投资949.15亿元，其中安徽段875.37亿元。
2019年7月18日至20日，河南省政府及相关单位分别在柘城县七里桥调蓄水库、鹿邑县试量泵站、郸城县省界袁桥泵站施工点举行引江济淮工程河南段开工动员会，标志工程河南段正式开工建设。
2022年3月6日凌晨5时，引江济淮蜀山泵站项目主、副厂房全面封顶。
2022年12月30日， 引江济淮工程顺利实现试通水试通航的目标。同时引江济淮二期工程也于同日开工建设。
2023年9月16日，菜子湖线航道开通试运行，这表示连通长江与淮河的江淮运河航道全线开通试运行，引江济淮一期全线贯通，长三角地区形成“井”字形干线航道主骨架。

## 引江济巢段

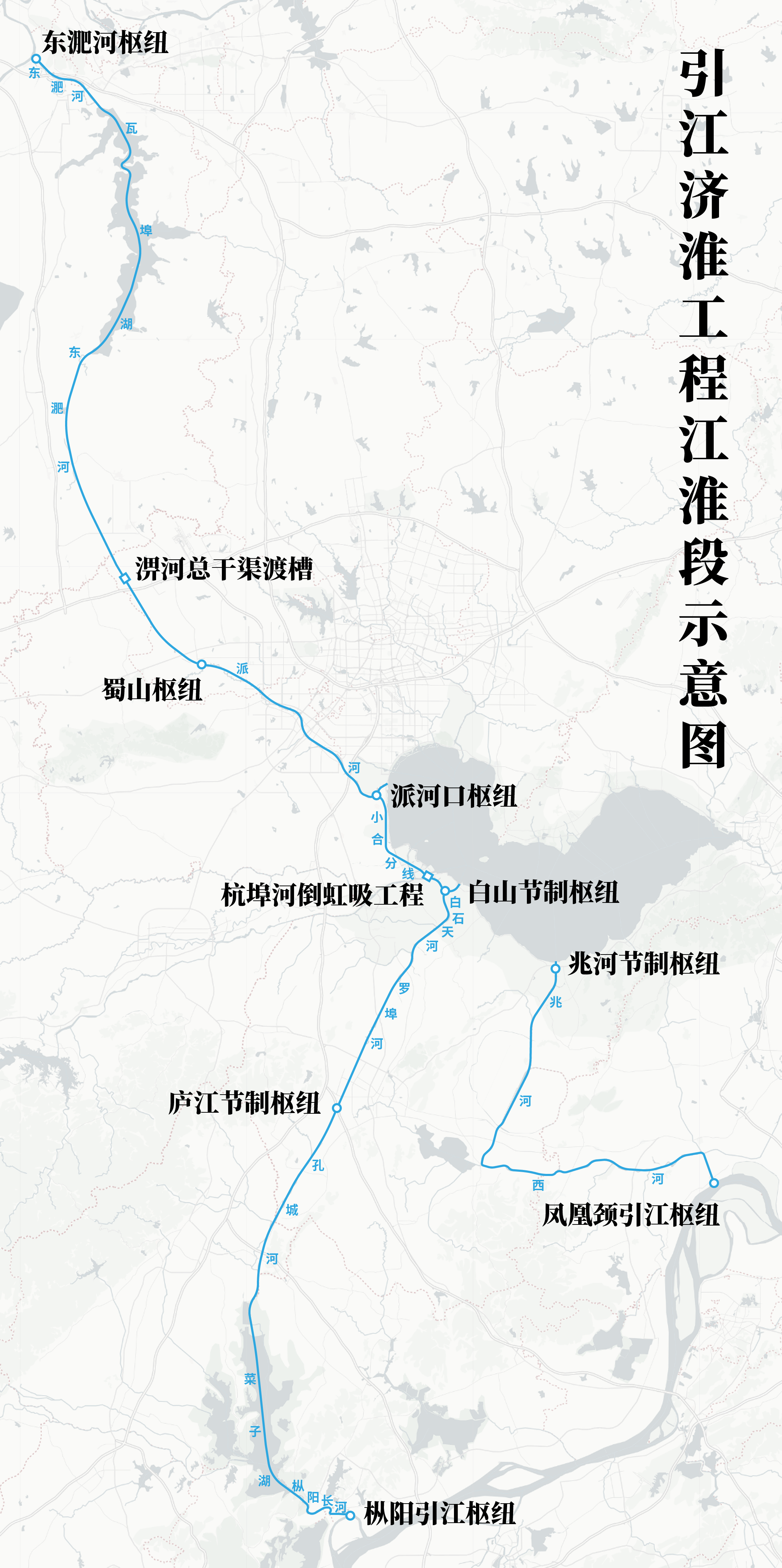
长江-淮河段示意图

引江济巢是引江济淮工程的第一部分，通过枞阳和凤凰颈两个引江枢纽，利用枞阳长河-菜子湖-孔城河-罗埠河-白石天河与西河-兆河两线引江水入巢湖与小合分线，除了向北供水外，还能利用江水改善巢湖水质，亦可在洪涝期间为裕溪河分流降低巢湖水位。

### 菜巢线

#### 枞阳引江枢纽
枞阳引江枢纽是引江济淮菜巢线引江口，位于枞阳县菜子湖入江口处，包括船闸、泵站、节制闸、过鱼设施、跨渠交通桥等建筑物，是整个工程中技术条件最复杂、防洪风险最大、单项工程投资最多的枢纽项目。枢纽建成后老枞阳闸原本的排洪阻水功能被取代，因而将其改为鱼道便于江鱼入湖、湖鱼入江，并增设增殖放流站。同时出于防治血吸虫病的考虑，枢纽使用混凝土护坡，防止钉螺北扩。

#### 庐江节制枢纽
庐江节制枢纽位于庐江县万山镇“菜巢分水岭”之上，枢纽主要设施为节制闸和船闸，以实现引水、通航、防洪等功能。通过对提水闸的灵活调度，实现生态补水和防洪抗旱。

#### 白山节制枢纽
白山节制枢纽位于庐江县白山镇白石天河河口处，由船闸、节制闸、小合分线进水控制闸、堤防等组成，其中小合分线的开关是“引江济淮”工程中控制水质的关键枢纽。当巢湖于夏季水质下降时，白山枢纽会控制菜巢线北送江水绕开巢湖，保证“一江清水北上”。

### 西兆线

#### 凤凰颈引江枢纽
凤凰颈引江枢纽是引江济淮西兆线引江口，位于无为市刘渡镇，通过改造原凤凰颈排灌站，新建前池、新建泵房、新建压力水箱、改建原泵房作为进出水箱涵和长江侧防洪闸、新建长江侧拦鱼电栅、新建泵站管理房、迁建凤凰颈水文站及其管理房等工程，使其自传统水利设施转向具有统筹水资源优化配置、水环境改善、水生态修复等功能的现代水利设施。

#### 兆河节制枢纽
兆河节制枢纽是引江济淮工程的八大枢纽之一，位于巢湖市槐林镇兆河口处，通过新建兆河船闸，可使西兆线于引江输水期间通行千吨上下货船，使西兆线腹地实现通江达海。

### 小合分线
小合分线方案指济淮期间西兆河线江水入湖、菜巢线江水不入湖，非济淮期间江水可从兆河口、白石天河、派河口注入巢湖。

#### 杭埠河倒虹吸工程
杭埠河倒虹吸工程位于引江济巢段小合分线上，下跨杭埠河，距杭埠河入巢湖口1.6千米，设计引水流量300立方米/秒，为钢筋混凝土箱涵三联十孔结构，是引江济淮重要节点工程。

## 江淮沟通段 (引巢济淮段)
江淮沟通段是引江济淮工程的第二部分，利用并联通派河与东淝河水道，通过派河口枢纽和蜀山枢纽抬水，让长江水翻越江淮分水岭实现“水往高处流”后注入瓦埠湖，最终流入淮河。除了给易旱缺水的江淮分水岭地区补水灌溉，江淮沟通段更改写了淮河中游与长江中下游之间水运不畅的历史，自此长三角地区的工农业产品可不需铁路顺利北上，而淮河两岸丰富的煤炭资源也可以依水运南下，大大提高了航运效率，降低了运输成本。

### 派河口枢纽
派河口枢纽工程是“引江济淮”中段——江淮沟通的南起点，位于肥西县严店镇莲花村，枢纽工程分为船闸、泵站、节制闸、水上服务区等主体建筑。派河口枢纽拥有引江济淮工程唯一一个水上服务区，由办公楼、生活服务中心、船民办事大厅组成，为过往的船只提供加油、停靠、维修等服务。枢纽中的派河泵站亦是工程中重要的梯级泵站，可将江水提升4.8米高后送往江淮沟通段。

### 蜀山枢纽
蜀山枢纽位于合肥市高新区城西桥村，由泵站、船闸、泄水闸等组成。枢纽中的三级提水泵站——蜀山泵站是亚洲最大的混流式泵站，每秒钟可以将340吨长江水提高12.7米。此外，枢纽中的蜀山船闸预计可以一次列排4条1000吨级的货船（共2列）或3条2000吨级的货船（共1列），最大通过能力为8000吨/闸次。

### 淠河总干渠渡槽
引江济淮航道与淠河总干渠渡槽立体相交。淠河总干渠比引江济淮航道高出30多米。由中铁四局承建世界最大跨度通水通航钢结构渡槽——引江济淮淠河总干渠渡槽，总长350米，分左右两幅，其中钢渡槽全长246米，总用钢量达2.1万吨。钢渡槽采用68米+110米+68米的三跨钢结构桁架式梁拱组合设计，主跨跨度达到110米，比目前世界著名的德国马格德堡水桥还要长3.8米，是目前世界上跨度最大的通水通航钢结构渡槽。2021年5月1日渡槽正式通水通航。

### 东淝河枢纽
东淝河枢纽位于寿县八公山乡，为江淮沟通段的末端，由改造后的东淝河老船闸、老节制闸和新建的船闸、节制闸组成。双闸启用后实现最大通航船舶吨级2000吨级、合计每年过闸货运量5782.9万吨，让沿淮地区节省近400公里航程实现“通江达海”的目标。

## 江水北送段
江水北送段是引江济淮工程的最后一部分，利用改造淮河北侧丰富的支流，让江水四路北上润泽皖北与豫东地区。其中淮水北调工程于引江济淮工程之前即已完工，西淝河输水工程与引江济淮一期工程同期完工，而沙颍河输水工程、涡河输水工程和淮水北调扩大延伸工程则打包进引江济淮二期工程，目前仍在工程阶段。

### 淮水北调工程

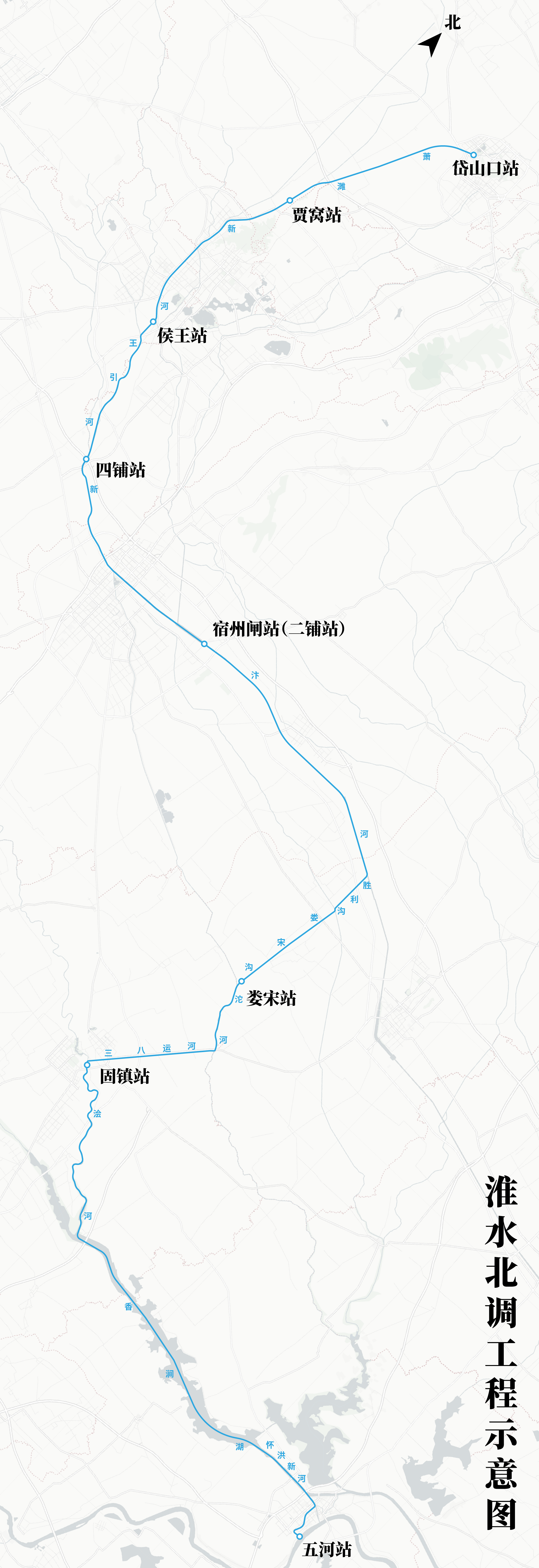
淮水北调工程示意图

淮水北调扩大延伸线利用淮水北调工程输水线路、香涧湖、沱河、沱湖、新汴河、萧濉新河、大沙河等河湖输水，线路总长237.85公里，新建、重建涵闸8座，新建、扩建泵站11座，复建萧县新庄水库。

#### 五河泵站
五河泵站位于五河县淮河河畔，是淮水北调工程第一级翻水站，2010年11月29日开工建设，2012年12月16日完工，占地约21.5亩，装备5台轴流泵机组，装机功率5000千瓦，设计最大流量50立方米每秒。泵站主要从蚌埠闸下的淮河干流抽水，经郜湖大沟至香涧湖。

#### 固镇泵站
固镇泵站是安徽省淮水北调工程的第二级翻水站，位于浍河左堤固镇闸下刘园干沟涵以下约200米处，装备4台立式混流泵（3用1备），总装机8800千瓦，设计提水流量36立方米/秒。泵站通过箱涵输水的方式将浍河水抽入三八运河直至沱河。

#### 娄宋泵站
娄宋泵站为淮水北调工程输水干线上的第三级翻水站，站址位于灵璧县娄庄镇娄宋沟上，自娄宋沟抽水至胜利沟，以将淮水输入新汴河。设计引水流量为34立方米/秒，装机4000千瓦，于2016年2月1日顺利通水。

#### 宿州闸翻水站
宿州闸翻水站重建工程于2010年10月开工建设，一期工程安装3台1400ZDB-100B型潜水泵，单机功率450千瓦，总装机1350千瓦，翻水流量15立方米/秒，配套建设35千瓦输电线路5.3千米和35千瓦变电站。二期工程于2017年建设并增加3台机组，总装机达到2700千瓦，总翻水能力达到30立方米/秒。

#### 四铺泵站
四铺泵站为淮水北调工程输水沿线上的五级翻水站工程，位于濉溪县南沱河四铺闸的左岸滩地，可将淮水从沱河、新汴河上游抽至王引河。泵站2018年投入使用，输水流量为18立方米每秒，多年平均调水量13156万立方米。

#### 侯王泵站
侯王泵站为淮水北调工程输水沿线上的六级翻水站工程，位于濉溪县侯王沟上，自侯王沟抽淮水至萧濉新河。

### 西淝河输水工程

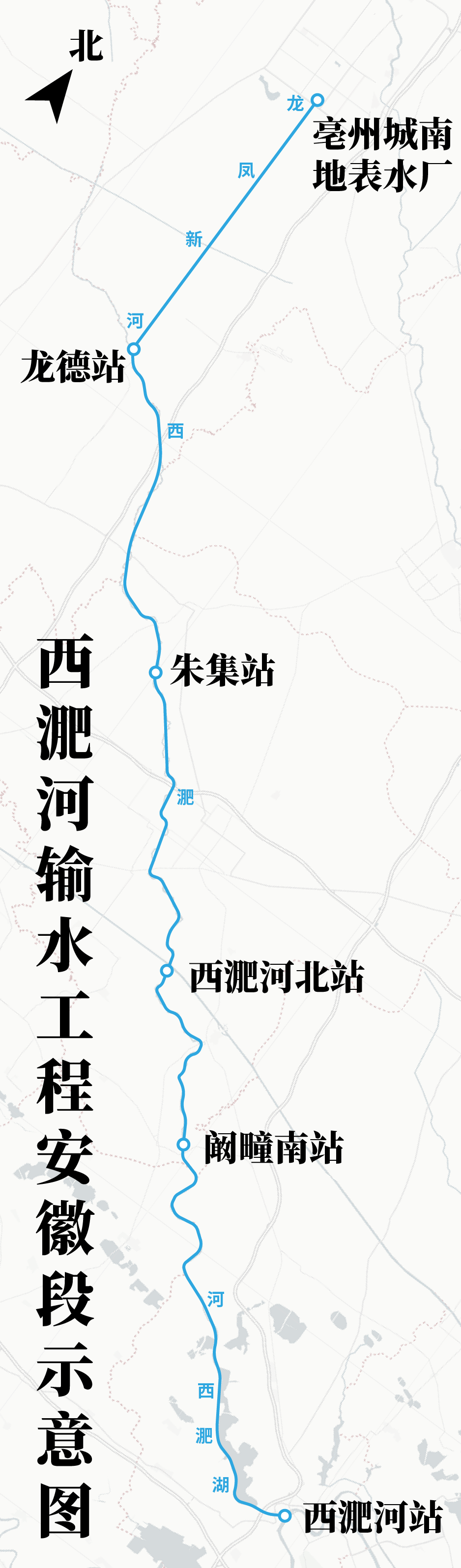
西淝河输水工程安徽段示意图

#### 西淝河泵站
西淝河泵站由淮南市水利局投资建成，位于凤台县西淝河河口，流量为180m3/s，原为西淝河流域“关门淹”问题，现亦于此进行江水北送西淝河线的四级提水，是西淝河线的第一级泵站。

#### 阚疃南泵站
阚疃南泵站为西淝河线的第二级泵站，位于利辛县阚疃镇，是长江水进入亳州的第一站，也是亳州市境内最大的提水泵站。阚疃南泵站共装配4台套（三用一备）叶轮直径为2850毫米的立式抽水泵及配套额定功率为2500千伏的同步电动机，设计输水流量为每秒80立方米。

#### 西淝河北泵站
西淝河北泵站是江水北送西淝河线上的第三级泵站，也是引江济淮工程唯一一座智能站。泵站承接阚疃南站抽水继续北调，并提水入茨淮新河，设计调水流量为80立方米/秒。

#### 朱集泵站
朱集泵站是亳州境内的第三级提水泵站，也是西淝河线上的第四级提水泵站，位于利辛县汝集镇朱集村。泵站在引江济淮工程安徽段初步设计报告批复后首先开工，也于2020年6月首先供水运行。泵站设有四台抽水泵机组，配套电机额定功率1500千伏，设计输水流量为每秒55立方米。

#### 龙德枢纽
龙德枢纽包括龙德泵站与亳州加压泵站，位于亳州市谯城区龙扬镇龙德集。龙德泵站为引江济淮工程淮河以北段的西淝河线第四级泵站，是西淝河线安徽段的最后一个泵站，也是唯一的虹吸泵站，通过虹吸将水位高度提升近6米。亳州加压泵站设计规模为5立方米每秒，装机4480千瓦，每天可为亳州市供水约40万立方米。

### 沙颍河输水工程
沙颍河线利用沙颍河及支流泉河现有河道输水，线路总长232.74公里，结合现有拦河闸新建提水泵站4座。

### 涡河输水工程
涡河线利用涡河现有河道输水，线路总长186.47公里，结合现有拦河闸新建提水泵站3座，重建涵闸1座。

## 建设机构
安徽省人民政府于2017年注册成立安徽省引江济淮集团有限公司（註冊資本400亿元、省属大型国有独资企业），由其负责投资、建设、管理、运营引江济淮工程。其一级全资子公司——安徽省引江济淮工程有限责任公司具体负责工程建设管理工作。